# Demetrij II. Nikator
Demetrij II. (starogrško starogrško Δημήτριος Β`, Dēmḗtrios B), imenovan Nikator (starogrško starogrško Νικάτωρ, Nikátōr, "Zmagovalec"), je bi eden sinov Demetrija I. Soterja in (verjetno) Laodike V. in brat Antioha VII. Sideta, * okoli 160 pr. n. št., † 125 pr. n. št.
V Selevkidskem cesarstvu je vladal dvakrat: prvič od septembra 145 do julija/avgusta 138 pr. n. št. in ponovno od leta 129 do smrti leta 125 pr. n. št. Vmes je bil v dolgotrajnem ujetništvu v Hirkaniji in Partiji. V tem času je v Selevkidskem cesarstvu vladal njegov brat Antioh VII.

## Življenjepis
Demetrij je po očetovi smrti kot mlad fant pobegnil na Kreto. Selevkidski prestol sta si prisvojila mati in starejši brat Aleksander Balas. 

### Prvo vladanje (147-139 pr. n. št.)
Zmaga nad Aleksandrom Balasom
Okoli leta 147 pr. n. št. se je vrnil v Sirijo z vojsko kretskih najemnikov pod poveljstvom nekega Lastena. Aleksander Balas je takrat zatiral upor v KIlikiji. Leta 145 pr. n. št. je egipčanski faraon Ptolemaj VI. Filometor, navidezno Aleksandrov zaveznik, prestopil na Demetrijevo stran. Ptolemaj je zavezništvo potrdil z ločitvijo svoje hčerke Kleopatre Tee od Aleksandra Balasa in njeno poroko z Demetrijem II. Aleksandrov sin Antioh se je kmalu zatem vdal egipčanski vojski in selevkidski prestol ponudil Ptolemaju VI., ki je ponudbo zavrnil in vztrajal, da prestol zasede Demetrij II. Vzrok za takšno odločitev je bilo Ptolemajevo prepričanje, da Rimska republika ne bo dopustila združitve Egipta in Sirije. Ptolemaj se je zavezal, da bo Demetriju II. služil kot "učitelj v dobroti in vodnik", vendar je verjetno nameraval iz njega narediti marionetnega vladarja.
Aleksander se vrnil iz Kilikije in bil v bitki s Ptolemajem VI. in Demetrijem II. ob reki Enoparas poražen.  Pobegnil je v Arabijo, kjer je bil ubit. Ptolemaj je bil v bitki ranjen in je tri dni kasneje umrl. Demetrij II. je izkoristil smrt obeh tekmecev in samozvanega varuha in prevzel oblast v kraljestvu. Do konca leta 145 pr. n. št. je iz Sirije izgnal vse egipčanske vojake in povedel svojo vojsko do egipčanske meje.
Upor v Antiohiji
V kraljestvu so se kmalu začele nove težave. Demetrij je po izgonu egipčanske vojske razpustil velik del svoje vojske. Zgleda, da je moral zaradi finančnih težav zmanjšati plače vojakov in razvrednotiti denar. Antiohijo je zaradi podpore Aleksandru proti njegovemu očetu in obrekovanja ostro kaznoval. Razorožil je njene meščane in kretske najemnike pod Lastenovim poveljstvom in pobil vse, ki so se mu upirali, tudi ženske in otroke. Njegovi ukrepi so povzročili upor in obleganje njegove palače, ki ga je vodil Antiohen. Judovske čete so kmalu ponovno vzpostavile Demetrijevo oblast in požgale velik del mesta. Mesto ga je zato še bolj zasovražilo.
Diodotov upor
Da bi se obdržal na oblasti, je Demetrij odstranil vse funkcionarje, povezane z Aleksandrom Balasom. Eden od njih, general Diodot, je pobegnil v Arabijo, kjer je poskrbel za varnost Aleksandrovega mladoletnega sina in ga proglasil za kralja Antioha VI. Dioniza. Mnogo Demetrijevih vojakov je zaradi njegovega obnašanja ali zmanjšanja plač prestopilo na Diodotovo stran. Demetrij je bil v bitki z Diodotom poražen in  izgubil Apameo in Antiohijo.  Iz napisov na kovancih je mogoče razbrati, da je Apameo izgubil že na začetku leta 144 pr. n. št. in Antiohijo konec leta 144 ali na začetku 143 pr. n. št.
Demetrij ni bil sposoben ponovno osvojiti Antiohije in je svojo prestolnico prestavil v Selevkijo Pierijo. Antioh VI. je leta 142 ali 141 pr. n. št. umrl. Diodot se je po njegovi smrti proglasil za kralja Trifona. Kraljestvo je bilo razdeljeno na Demetrijevo v Selevkiji in Diodotovo v Antiohiji. Diodot je bil sprva uspešen in je na svojo stran pridobil judejskega vodjo Jonatana Apfa, vendar se je njuna zveza kmalu prekinila. Diodot je Jonatana ujel in ga usmrtil. Demetrij je z diplomacijo in podelitvijo obsežnih svoboščin in ozemlja uspel na svojo stran dobiti Jonatanovega brata Simona Tasija. Ko je poklonjeno ozemlje doseglo svojo popolno neodvisnost, je postalo znano kot Hasmojenska judovska država.

### Vojna s Parti in ujetništvo (139-130 pr. n. št.)
Partski kralj Mitridat I. je izkoristil spor med Demetrijem in Trifonom in leta 144 pr. n. št. zasedel Suso in Elimais in sredi leta 141 pr. n. št. še Mezopotamijo. Demetrij se je leta 139/138 pr. n. št. odpravil na vzhod, da bi osvojil izgubljena ozemlja.  Na začetku je bil uspešen, potem pa v iranskih gorah julija ali avgusta 138 pr. n. št.  poražen in ujet. Parti so zatem ponovno vzpostavili svojo oblast v Mezopotamiji. V Siriji je za kratek čas prevzel oblast Sidet, dokler ga ni od tam pregnal Demetrijev mlajši brat Antioh VII. Sidet in se poročil s Kleopatro Teo.
Partski kralj Mitridat Demetrija II. ni usmrtil, ampak ga je celo poročil s partsko princeso Rodoguno, s katero je imel tudi otroke. Femetrij je kljub temu dvakrat poskušal pobegniti v Hirkanijo na obali Kaspijskega jezera.  Pri prvem pobegu mu je pomagal prijatelj Kalimander. Ko so begunca ujeli, partski kralj Kilimandarja ni kaznoval, ampak ga je nagradil za zvestobo do Demetrija.  Demetrija so ujeli tudi na drugem pobegu. Partski kralj ga je ponižal s poklonom zlatih kock, s katerimi mu je hotel pokazati, da je nemiren otrok, ki potrebuje igrače. Zaradi političnih razlogov so z njim kljub temu ravnali prijazno.
Leta 130 pr. n št. se je Antioh VII. Sidet počutil dovolj močnega, da se je odpravil na pohod v Partijo in imel na začetku velike uspehe. Partski kralj Fraat II. je zatem potegnil močno potezo: osvobodil je Demetrija II. in pričakoval, da se bo med bratoma začela vojna za oblast. Sidet je bil kmalu po Demetrijevi osvoboditvi poražen in vojna se je končala. Fraat II. je poskušal Demetrija ujeti, njemu pa je uspelo priti v Sirijo in ponovno pridobiti prestol in kraljico.

### Drugo vladanje (130-125 pr. n. št.)
Selevkidsko cesarstvo je bilo ob njegovi vrnitvi senca nekdanjega cesarstva. Demetrij je s težavo vladal celo samo v Siriji. Zaradi spominov na njegovo krutost in pokvarjenost in ponižujočega poraza  je bil zelo osovražen.  Egipčanska kraljica Kleopatra II. mu je poslala vojsko v upanju, da se bo vpletel v njeno državljansko vojno z bratom, faraonom Ptolemajem VIII.. Poslana vojska je kmalu dezertirala. Ptolemaj VIII. je proti Demetriju II. postavil novega uzurpatorja, Aleksandra II. Zabina.
Leta  126 pr. n. št. je bil Demetrij poražen v bitki pri Damasku. Pobegniti je nameraval k Ptolemaju, vendar je bil na begu ujet in na ladji pri Tiru usmrčen.
Demetrij II. zagotovo ni bil sposoben obvladati vedno večje grožnje Selevkidskega cesarstva, njegova razvpita krutost pa verjetno ni bila povsem resnična, ker je bil ob prihodu na prestol  star komaj okoli štirinajst let in je bila realna oblast v drugih rokah. 
Na prestolu ga je nasledila Kleopatra Tea kot sovladarka njenih sinov Selevka IV. Filometorja in Antioha VIII. Gripa.